# 柬埔寨福建人
柬埔寨福建人，又稱高棉福建人（高棉語：ខែ្មរចិនហុកគៀន），為12世紀以來移居至柬埔寨的閩南人的後裔。這個術語具體指的是祖先來自中國閩南的柬埔寨華人。隨著近代人口遷移，柬埔寨福建人也移居到泰國、越南和美國等地。柬埔寨福建人社群已經與高棉族部分或全部同化，大多數都由服裝和語言證明。這種同化情形與馬來西亞及印度尼西亞的峇峇娘惹社群類似，但保留的中國傳統文化習俗仍然顯示為華人而非完全同化為柬埔寨當地族群。

## 歷史
中國最早和扶南有商業貿易往來在公元1世紀。元朝事務官周達觀在柬埔寨記錄了當地華人。他描述道：“來自中國的旅行在該地區經常短暫停留，但有個華人聚居的社群，他們融入柬埔寨社會中，那時已經有中國遺民定居在印度支那”。來自福建的閩南族群為首批定居在柬埔寨的華人社群。15世紀又有一批閩南人跟隨鄭和下西洋，他們沿著占婆（今越南）到東南亞定居，他們到馬六甲和爪哇與馬來族群通婚成為峇峇娘惹，到柬埔寨與高棉族通婚成為柬埔寨福建人。在19世紀末，金邊已經有大量以閩南人和海南人為主的華人社群。閩南族群不斷融入當地族群，使柬埔寨福建人越來越淡化華人的認同，甚至認為是柬埔寨人而非華人。紅色高棉時期，柬埔寨福建人不易保有自身的傳統。

## 文化
柬埔寨福建人的文化融合了中華文化和高棉文化。和峇峇娘惹的文化不同，高棉文化的影響已經融合在柬埔寨福建人的文化中。柬埔寨福建人男性為維繫中華文化部分，而女性可以認同高棉文化。

### 服飾
柬埔寨福建人的傳統服飾展現了中柬文化的特色。在法國殖民時期，引進許多西式服裝，改變了柬埔寨福建人的服飾選擇。

### 料理
柬埔寨福建人熱炒的烹飪技術，對現代柬埔寨料理烹飪有很大影響。在農曆新年期間，麵食料理為受歡迎的菜餚之一，和新加坡、馬來西亞的華人料理福建麵一樣由大米製成，並和蝦子一起料理。